# ザクセン選帝侯の双剣座

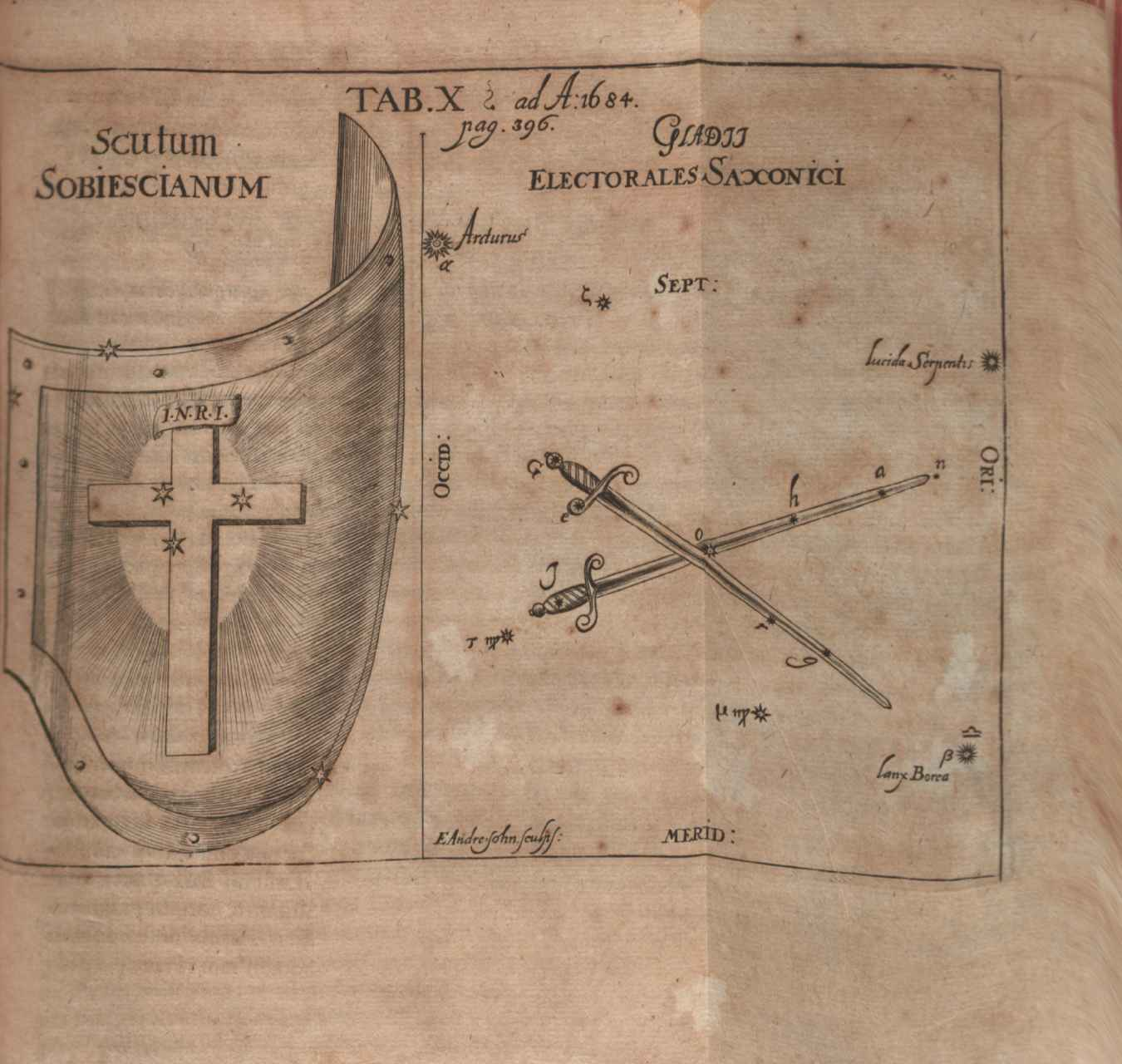
ライプツィヒ学術論叢 (Acta Eruditorum) の1684年版に紹介されたGladii Electorales Saxonici（右側）。左側は、ヘヴェリウス考案のScutum Sobiescianum。

ザクセン選帝侯の双剣座 (羅: Gladii Electorales Saxonici) は、ドイツの天文学者・暦算家のゴットフリート・キルヒが考案した、現在は使われていない星座の1つ。ラテン語で「ザクセン選帝侯の剣（複数形）」を意味する名前の通り、当時のザクセン選帝侯ヨハン・ゲオルク3世を称えて考案され、1684年版の 『ライプツィヒ学術論叢』 (Acta Eruditorum) の中で、ヨハネス・ヘヴェリウスが考案したScutum Sobiescianum（ソビエスキの盾、現在のたて座）とともに紹介された。

ザクセン選帝侯の紋章

この星座は、へび座の頭部とおとめ座の間の、うしかい座α星アルクトゥールス、てんびん座β星、おとめ座のμ星、τ星に囲まれた領域に、ザクセン選帝侯の紋章に見られる交差した双剣を模して描かれており、構成する星にはそれぞれ J, o, h, a, n, G, e, r, g とヨハン・ゲオルク3世の名前を織り込むなどあからさまな追従が見られる。星座を構成する9つの星は、以下の恒星と同定されている。
- J星 : おとめ座CU星（5等星）
- o星 : おとめ座109番星（4等星）
- h星 : おとめ座110番星（4等星）
- a星 : へび座5番星（5等星）
- n星 : へび座10番星（5等星）
- G星 : HD 126129（5等星）
- e星 : HD 126248（5等星）
- r星 : てんびん座11番星（5等星）
- g星 : てんびん座16番星（4等星）

キルヒの後にこの星座を採り上げるものはおらず、ヨハン・ボーデなどの後の天文学者は、この星座の領域を周辺のうしかい座、おとめ座、へび座、てんびん座の領域に分割した。

他にもキルヒは、ブランデンブルク選帝侯フリードリヒ3世を称えたブランデンブルクの王笏座 (Sceptrum Brandenburgicum) や神聖ローマ皇帝レオポルト1世を称えた帝国宝珠座 (Pōmum Imperiāle) などを考案しているが、いずれも1922年に国際天文学連合が現行の88星座を制定した際に除外された。